# Hans-Weber-Stadion
Das Hans-Weber-Stadion (früherer Name: Hölzelstadion) ist ein Fußballstadion in der baden-württembergischen Stadt Rheinau-Linx im Regierungsbezirk Freiburg.
Das rund 3.000 Zuschauer fassende Stadion ist Heimstätte des Fußballvereins SV Linx; der aktuell in der Oberliga Baden-Württemberg spielt. Das Stadion verfügt über Tribünen mit drei Stufen, an einer Langseite steht eine überdachter Tribünenbau unter dem auch ein Schankwagen und Bierbänke Platz finden.
Das Stadion ist nach dem Mäzen des SV Linx, Hans Weber, benannt. Der Unternehmer Weber sponsert mit seiner Fertighaus-Firma Weber-Haus seit Jahren den SV Linx.